# Kiikoinen
Kiikoinen este o fostă comună din Finlanda.